# Raymond Gadabu
Raymond Gadabu est un homme politique de Nauru.
À la mort de Timothy Detudamo en avril 1953, Raymond Gadabu le remplace au poste de chef du Conseil local de gouvernement jusqu'en décembre 1955 lorsque Hammer DeRoburt accède à cette fonction. Ce dernier amène alors le pays jusqu'à l'indépendance célébrée le 31 janvier 1968 et Gadabu devient le vice-président de son gouvernement.

## Référence
- (de) Cet article est partiellement ou en totalité issu de l’article de Wikipédia en allemand intitulé « Raymond Gadabu » (voir la liste des auteurs).

1. ↑  (en) World Statesmen - Nauru.